# Varbó
Varbó é um município da Hungria, situado no condado de Borsod-Abaúj-Zemplén. Tem 25,88 km² de área e sua população em 2015 foi estimada em 1.069 habitantes.